# Josef Laštovka
Josef Laštovka (* 20. Februar 1982 in Benešov) ist ein tschechischer Fußballspieler.

## Karriere
Josef Laštovka begann mit dem Fußballspielen in Soběhrdy, 1994 wechselte der Abwehrspieler auf Leihbasis zum FK Švarc Benešov, dessen erste Mannschaft in der 1. Liga spielte. 1999 nahm er an der U-16-Europameisterschaft im eigenen Land teil und wurde anschließend vom FK Jablonec verpflichtet, für den am 2. Spieltag der Saison 1999/00 17-jährig in der Gambrinus-Liga debütierte. Schon in der folgenden Spielzeit war Laštovka Stammspieler. Im Sommer 2001 wurde er mit der tschechischen U-18-Mannschaft Vizeeuropameister.
Im Winter 2004/05 wartete er vergeblich auf ein Angebot zur Verlängerung seines Vertrages und wechselte im Sommer 2005 zur SpVgg Greuther Fürth. Dort konnte sich Laštovka nicht durchsetzen und wurde im Oktober 2006 nach öffentlicher Kritik an Trainer Benno Möhlmann suspendiert. Ende Januar wechselte Josef Laštovka zum Ligakonkurrenten Wacker Burghausen. Nach zwei Jahren in Burghausen kehrte Laštovka nach Tschechien zurück und schloss sich dem SK Dynamo České Budějovice an. Seit Sommer 2011 steht er in der Slowakei bei DAC Dunajská Streda unter Vertrag. Am 10. August 2012 kehrte Laštovka nach Deutschland zurück und unterschrieb, nach zuvor erfolglosem Probetraining beim deutschen Zweitligaabsteiger Hansa Rostock, beim Torgelower SV Greif, wo er bis Dezember 2012 aktiv war. Im Jahr 2013 kehrte er erneut nach Tschechien zurück und spielte unter anderem für Bohemians Prag & SK Benešov, wo er später auch als Co-Trainer und Trainer arbeitete.